# 許訥巴赫河 (肯普特河支流)
47°24′51″N 8°43′14″E / 47.41403°N 8.72047°E

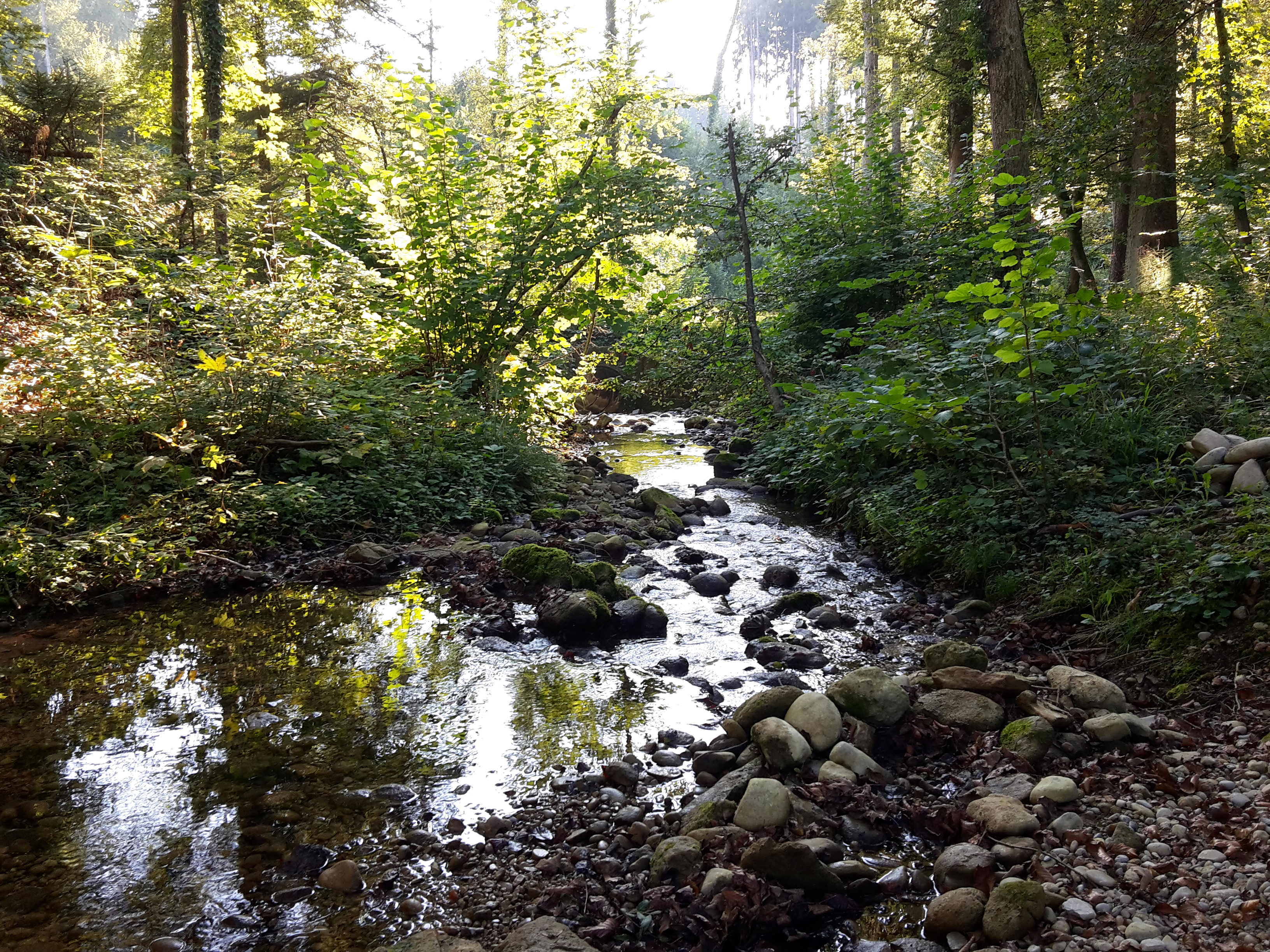

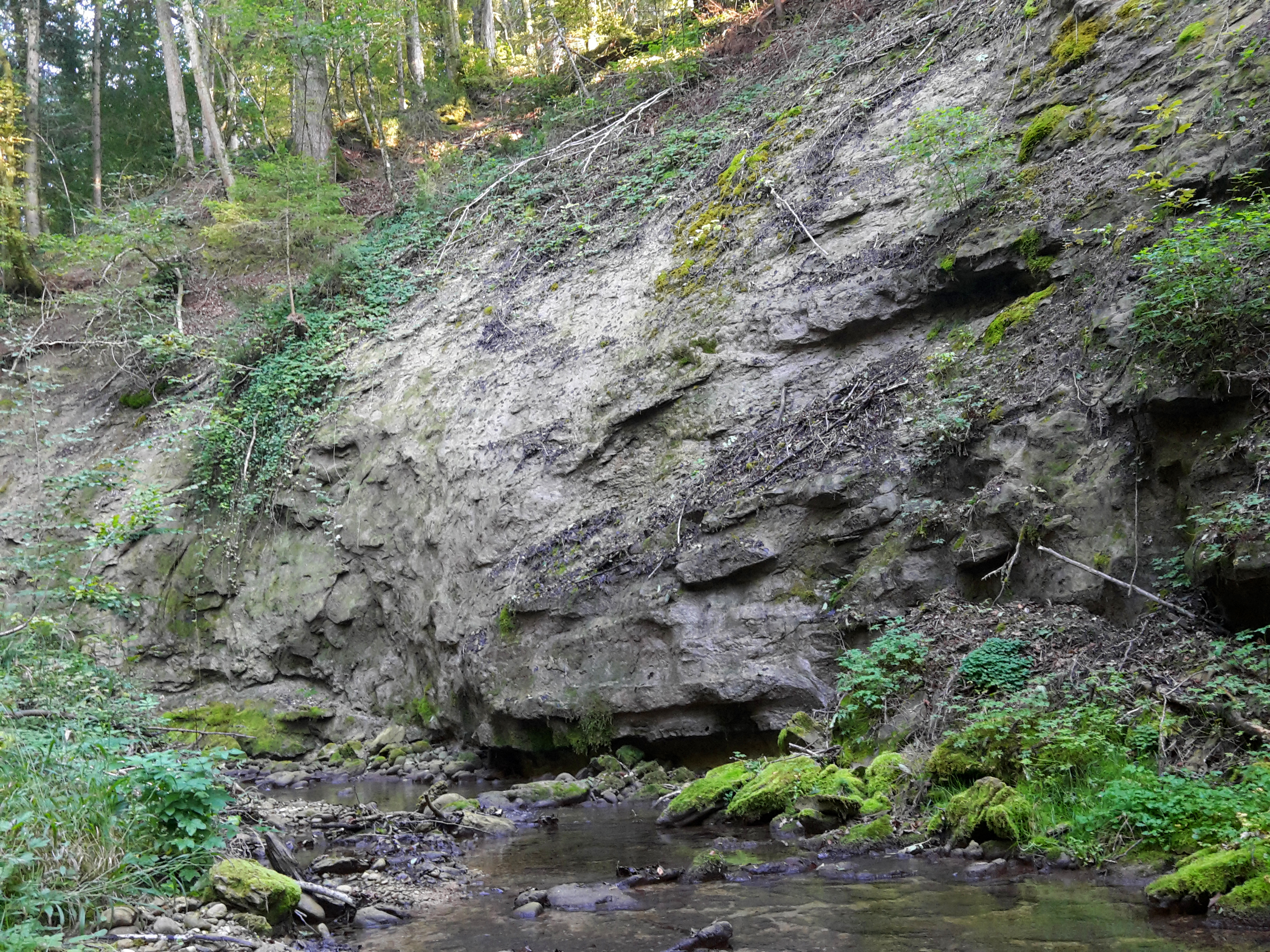

許訥巴赫河是瑞士的河流，位於該國北部，流經蘇黎世州，屬於肯普特河的右支流，河道全長4.2公里，流域面積4平方公里，河口處在伊爾瑙-埃弗雷蒂孔。